# Granaten wie wir
Granaten wie wir ist eine von Max Giermann moderierte Comedy-Sendung, die ihr Debüt am 15. September 2009 im deutschen Fernsehen auf ProSieben hatte. Sechs Folgen waren im Herbst 2009 zu sehen, die restlichen sechs bereits produzierten Folgen wurden ab dem 21. September 2010 ausgestrahlt. Diese sind aber von 60 auf 30 Minuten verkürzt worden.

## Inhalt
Die Moderation der Sendung übernimmt Max Giermann, wobei er in jeder Sendung eine andere prominente Person parodiert. In der ersten Folge trat er beispielsweise als der Koch Johann Lafer auf.
Weitere Inhalte sind kleine Sketch-Videos (u. a. Was wäre wenn…), in denen gezeigt wird, wie zum Beispiel Stefan Raab als Jesus agiert hätte, sowie Auftritte anderer Stars aus Fernsehen, Sport und Showbusiness.
| Folge | Datum              | parodierter Moderator | Gäste                                                                          |
| ----- | ------------------ | --------------------- | ------------------------------------------------------------------------------ |
| 1     | 15. September 2009 | Johann Lafer          | Detlef D! Soost, Serdar Somuncu, Backstreet Boys                               |
| 2     | 22. September 2009 | Dieter Bohlen         | Bülent Ceylan, Lorielle London                                                 |
| 3     | 29. September 2009 | Stefan Raab           | Sonya Kraus, Elton, Olaf Schubert                                              |
| 4     | 6. Oktober 2009    | Tim Mälzer            | Otto Waalkes, Johann König, Matthias Schweighöfer, Friedrich Mücke, Tim Mälzer |
| 5     | 13. Oktober 2009   | Kai Pflaume           | Guido Cantz, Kai Pflaume, Maike Tatzig, Dellé                                  |
| 6     | 20. Oktober 2009   | Uli Hoeneß            | Barbara Schöneberger, Bernhard Hoëcker, Ingo Appelt                            |
| 7     | 21. September 2010 | Karl Lagerfeld        | Buddy Ogün                                                                     |
| 8     | 28. September 2010 | Christian Rach        | Helge Schneider, Dieter Nuhr                                                   |
| 9     | 5. Oktober 2010    | Hugo Egon Balder      | Hella von Sinnen, Paul Potts, Hugo Egon Balder,                                |
| 10    | 12. Oktober 2010   | Reinhold Beckmann     | Simon Gosejohann, Paul Panzer                                                  |
| 11    | 26. Oktober 2010   | Oliver Kahn           | Mirja Boes, Culcha Candela                                                     |
| 12    | 2. November 2010   | Oliver Geissen        | Oliver Pocher, Martin Klempnow                                                 |

## Showband
Granaten wie wir wird von einer Showband begleitet, die den Auftritt prominenter Gäste untermalt sowie zur Werbepause spielt. Die musikalische Leitung der Gruppe hat Amaretto Wemke inne. Dieser spielt in der Sendung E-Bass. Weitere Mitglieder der Band sind Chris Erbse, der Keyboard spielt, Alex Vesper am Schlagzeug, Gitarrist Lutz Kemmerling und Eike Drück, der die Instrumente Saxophon und Querflöte übernimmt.

## Einschaltquoten
Zum Auftakt der Sendung sahen 1,02 Millionen Zuschauer zu, was einem Marktanteil von 5,1 % entspricht. In der Zielgruppe erreichte Granaten wie wir mit 870.000 Zuschauern 9,6 % Marktanteil. Damit konnte die Show nicht vom erfolgreichen Vorprogramm von ProSieben profitieren. Die letzte Folge sahen 780.000 Menschen der Zielgruppe (8,4 % Marktanteil) sowie insgesamt 900.000 Zuschauer (4,3 % Marktanteil), was weit unter den damaligen durchschnittlichen Quoten des Fernsehsenders lag.

## Sonstiges
- In der ersten Folge tanzte Giermann zusammen mit den Backstreet Boys als Johann Lafer.
- In der vierten Folge parodierte Giermann Tim Mälzer, der in dieser Sendung auch selbst auftrat.
- In der fünften Folge, in der Giermann als Kai Pflaume auftrat, spielte dieser selbst mit. Zum einen spielte er das echte Spiegelbild seines Nachahmers, zum anderen John Travolta; als Letzterer stritt er sich noch mit Giermann, ob dieser wirklich Kai Pflaume wäre.
- In der neunten Folge trat Giermann als Hugo Egon Balder auf. Der echte Balder spielte seinen (angeblichen) eigenen Bruder.
- In der zwölften Folge trat Oliver Pocher als Stand-up-Gast auf. Darin parodierte er Mario Barth, als welcher er auch verkleidet war.

## DVD-Veröffentlichung
Die DVD zu Granaten wie wir erschien als Zweier-Set am 15. Oktober 2010 von Sony Music Entertainment.